# Lancer du marteau masculin aux championnats du monde d'athlétisme 2007
Navigation
Helsinki 2005 Berlin 2009
L'épreuve du lancer du marteau masculin des championnats du monde d'athlétisme 2007 s'est déroulée les 25 et 27 août 2007 dans le stade Nagai d'Osaka au Japon. Elle est remportée par le Biélorusse Ivan Tsikhan.
29 athlètes étaient inscrits. Ils ont participé aux qualifications le 25 août.

## Records
| Record du monde            | 86,74 m | Youri Sedykh       | Union soviétique | 30 août 1986     | Stuttgart |
| Record des championnats    | 83,89 m | Ivan Tsikhan       | Biélorussie      | 8 août 2005      | Helsinki  |
| Meilleure performance 2007 | 82.94 m | Vadim Devyatovskiy | Biélorussie      | 28 juillet 2007  | Minsk     |
| Record d'Afrique           | 80,63 m | Chris Harmse       | Afrique du Sud   | 15 avril 2005    | Durban    |
| Record d'Asie              | 84,86 m | Koji Murofushi     | Japon            | 29 juin 2003     | Prague    |
| Record d'Amérique du Nord  | 82,52 m | Lance Deal         | États-Unis       | 7 septembre 1996 | Milan     |
| Record d'Amérique du Sud   | 76,42 m | Juan Ignacio Cerra | Argentine        | 25 juillet 2001  | Trieste   |
| Record d'Europe            | 86,74 m | Youri Sedykh       | Union soviétique | 30 août 1986     | Stuttgart |
| Record d'Océanie           | 79,29 m | Stuart Rendell     | Australie        | 6 juillet 2002   | Varaždin  |

## Médaillés
| Or           | Argent        | Bronze            |
| Ivan Tsikhan | Primož Kozmus | Libor Charfreitag |

## Résultats

### Finale (25 août)
| Rang               | Athlète                | Pays        | Essais | Essais | Essais | Essais | Essais | Essais | Marque  | Notes |
| Rang               | Athlète                | Pays        | 1      | 2      | 3      | 4      | 5      | 6      | Marque  | Notes |
| ------------------ | ---------------------- | ----------- | ------ | ------ | ------ | ------ | ------ | ------ | ------- | ----- |
| Médaille d'or      | Ivan Tsikhan           | Biélorussie | X      | X      | 79.35  | X      | 80.77  | 83.63  | 83.63 m | WL    |
| Médaille d'argent  | Primož Kozmus          | Slovénie    | 80.68  | 79.62  | 82.12  | X      | X      | 82.29  | 82.29 m |       |
| Médaille de bronze | Libor Charfreitag      | Slovaquie   | X      | 80.93  | 79.10  | 76.88  | 81.60  | 80.48  | 81.60 m | SB    |
| 4                  | Vadim Devyatovskiy     | Biélorussie | 76.28  | 80.95  | X      | 81.22  | 81.57  | 81.20  | 81.57 m |       |
| 5                  | Krisztián Pars         | Hongrie     | 78.29  | 79.49  | 79.55  | 79.63  | 77.29  | 80.93  | 80.93 m |       |
| 6                  | Koji Murofushi         | Japon       | 76.94  | 79.46  | 80.38  | 79.56  | 80.13  | 80.46  | 80.46 m | SB    |
| 7                  | Szymon Ziółkowski      | Pologne     | 79.81  | 80.09  | 78.58  | 79.87  | X      | 77.53  | 80.09 m |       |
| 8                  | Markus Esser           | Allemagne   | 78.67  | 79.66  | 78.37  | X      | 79.19  | 79.46  | 79.66 m |       |
| 9                  | Olli-Pekka Karjalainen | Finlande    | 78.15  | 78.27  | 78.35  |        |        |        | 78.35 m | SB    |
| 10                 | Miloslav Konopka       | Slovaquie   | X      | 78.09  | X      |        |        |        | 78.09 m |       |
| 11                 | Eşref Apak             | Turquie     | 75.67  | X      | 76.59  |        |        |        | 76.59 m |       |
| 12                 | Ali Al-Zinkawi         | Koweït      | X      | 72.88  | 76.04  |        |        |        | 76.04 m |       |

### Qualifications (25 août)
Deux groupes de 20 lanceurs ont été formés. La limite de qualifications était fixée à 77,00 m ou au minimum les 12 meilleurs lancers.
| Rang | Pays        | Athlète            | Distance    |
| ---- | ----------- | ------------------ | ----------- |
| 1    | Slovaquie   | Libor Charfreitag  | 80,61 m Q   |
| 2    | Biélorussie | Vadim Devyatovskiy | 79,30 m Q   |
| 3    | Hongrie     | Krisztián Pars     | 79,11 m Q   |
| 4    | Japon       | Koji Murofushi     | 77,25 m Q   |
| 5    | Turquie     | Esref Apak         | 75,27 m q   |
| 6    | Canada      | James Steacy       | 74,11 m     |
| 7    | Ukraine     | Yevhen Vynohradov  | 73,87 m     |
| 8    | Italie      | Nicola Vizzoni     | 73,64 m     |
| 9    | Croatie     | András Haklits     | 73,04 m     |
| 10   | Égypte      | Mohsen El Anany    | 72,93 m     |
| 11   | Finlande    | David Söderberg    | 72,45 m     |
| 12   | Tadjikistan | Dilshod Nazarov    | 71,70 m     |
| 13   | Albanie     | Dorian Collaku     | 68,3 m (SB) |
|      | États-Unis  | Kibwe Johnson      | NM          |

| Rang | Pays           | Athlète                  | Distance       |
| ---- | -------------- | ------------------------ | -------------- |
| 1    | Slovaquie      | Miloslav Konopka         | 79,83 m Q (SB) |
| 2    | Pologne        | Szymon Ziółkowski        | 78,90 m Q      |
| 3    | Slovénie       | Primož Kozmus            | 77,93 m Q      |
| 4    | Biélorussie    | Ivan Tsikhan             | 77,75 m Q      |
| 5    | Koweït         | Ali Mohamed Al-Zinkawi   | 76,49 m q      |
| 6    | Allemagne      | Markus Esser             | 76,36 m q      |
| 7    | Finlande       | Olli-Pekka Karjalainen   | 76,12 m q      |
| 8    | Lettonie       | Igors Sokolovs           | 73,92 m        |
| 9    | États-Unis     | A.G. Kruger              | 73,19 m        |
| 10   | Grèce          | Aléxandros Papadimitríou | 71,58 m        |
| 11   | Roumanie       | Cosmin Sorescu           | 71,49 m        |
| 12   | Afrique du Sud | Chris Harmse             | 71,07 m        |
| 13   | Russie         | Aleksey Zagornyi         | 70,94 m        |
| 14   | Japon          | Hiroaki Doi              | 69,89 m        |
| 15   | Turquie        | Fatih Eryildirim         | 67,87 m        |